# 1030
| 1030               |
| ------------------ |
| Dødsfald - Fødsler |
| • Begivenheder     |

| Gregoriansk kalender | 1030 MXXX               |
| Ab urbe condita      | 1783                    |
| Armensk kalender     | 479 ԹՎ ՆՀԹ              |
| Kinesiske kalender   | 3726 – 3727 己巳 – 庚午 |
| Etiopisk kalender    | 1022 – 1023             |
| Jødisk kalender      | 4790 – 4791             |
| Hindukalendere       |                         |
| - Vikram Samvat      | 1085 – 1086             |
| - Shaka Samvat       | 952 – 953               |
| - Kali Yuga          | 4131 – 4132             |
| Iransk kalender      | 408 – 409               |
| Islamisk kalender    | 421 – 422               |

Konge i Danmark: Knud den Store 1019-1035
Se også 1030 (tal)

## Begivenheder
- 29. juli Den norske konge Olav den Hellige og hans mænd møder Kalv Arnesøn ved Stiklestad. Olaf og en stor del af hans hær falder i slaget.
- Den norske konge, Olav den Hellige, bliver kristen. Mange af hans undersåtter følger hans eksempel.